# Arturo Colautti
Arturo Colautti (Zara, 9 ottobre 1851 – Roma, 9 novembre 1914) è stato un giornalista, scrittore e librettista italiano.

## Biografia

Arturo Colautti in una cartolina commemorativa

### La gioventù in Dalmazia
Nato a Zara in Calle dei Tintori, ultimo dei quattro figli di Francesco Colautti, friulano, ingegnere alle dipendenze dell'Impero austro-ungarico, e di Luisa Couarde, francese, originaria di Antibes, trascorse l'adolescenza nella città natale, dove si diplomò nel locale Ginnasio Liceo, per poi svolgere il servizio di leva nell'esercito austro-ungarico.
Colautti si interessò molto precocemente al giornalismo ed all'età di 17 anni fondò il giornale "Il Progresso" prima e "La Leva" poi. In quel periodo studiò alle Università di Vienna e Graz, laureandosi in scienze politiche e geografiche. Andò poi a Fiume a dirigere "La Bilancia", per poi tornare nella nativa Zara a dirigere "Il Dalmata" dal 1872 al 1874.
Passato a Spalato nel 1876, vi fondò la Rivista Dalmatica di cultura e letteratura, ma l'impresa non ebbe lunga vita. Nello stesso anno fu chiamato a dirigere "L'Avvenire", al quale diede un'impronta nettamente irredentistica che gli causò le antipatie dei croati spalatini. In seguito all'apparizione di un articolo anti-austriaco apparso sul suo giornale, nel settembre 1880 Colautti subì un'aggressione da parte di un gruppo di soldati che lo rese infermo per qualche mese. Poco dopo, in seguito anche a minacce di querela per reati di stampa, Colautti scelse la via dell'esilio e si rifugiò nel Regno d'Italia.

### Gli anni della maturità, il periodo napoletano e gli ultimi anni
Nella penisola si stabilì dapprima a Padova, dove fondò "L'Euganeo", poi a Milano, dove fondò "L'Italia" e collaborò a varie testate giornalistiche. Fondato il "Corriere del Mattino" di Napoli (1885), Colautti ne divenne il direttore e vi rimase per quindici anni, quando passò alla direzione del "Corriere di Napoli".
Nel lungo periodo partenopeo scrisse centinaia di articoli, ma anche poesie, romanzi e opere teatrali con una discreta fama; alcuni suoi libretti operistici furono musicati (Adriana Lecouvreur, di Cilea, Fedora, di Giordano e Doña Flor, di van Westerhout). Amico di Giosuè Carducci, Alfredo Oriani e Gabriele D'Annunzio, fu scrittore aggressivo e polemista veemente. Provò intensa passione per Annie Vivanti, per la quale scrisse una composizione in sette sonetti dal titolo Annie, pubblicata sulla Cronaca Partenopea, e sostenne un duello con Matteo Renato Imbriani. Con lo pseudonimo di "Fram", Colautti fu anche critico militare del Corriere della Sera nel corso della guerra russo-giapponese (1904); nel capoluogo lombardo tornò dal 1912 al 1914, quando diresse "L'Alba" e tornò a collaborare al quotidiano di via Solferino.
Per tutta la durata dell'esilio Colautti mantenne stretti contatti con gli irredentisti dalmati e partecipò attivamente a varie manifestazioni e congressi nazionalistici. Allo scoppio della prima guerra mondiale fu tra gli interventisti, ma morì alcuni mesi prima dell'intervento italiano nel conflitto. Per questioni di ordine pubblico non ebbe onoranze pubbliche; la sua salma fu tumulata nel corso di una cerimonia privata al cimitero del Verano.

## Intitolazioni
Gli è stata dedicata una via a Torino, in Borgo Vittoria e a Milano